# Blackwood (editură)
William Blackwood and Sons a fost o editură și tipografie scoțiană fondată de William Blackwood în 1804. Ea a jucat un rol-cheie în istoria literară, deoarece a publicat mulți autori importanți precum John Buchan, George Tomkyns Chesney, Joseph Conrad, George Eliot, E. M. Forster, John Galt, Thomas de Quincey, Charles Reade, Margaret Oliphant, John Hanning Speke și Anthony Trollope, atât în cărțile editate, cât și în revista lunară Blackwood's Magazine.

## Istoric
În 1804 William Blackwood a deschis un magazin pe South Bridge Street din Edinburgh, pentru vânzarea de cărți vechi, rare și curioase. El a preluat agenția scoțiană a editurii John Murray și a altor edituri londoneze și s-a transformat treptat într-o editură de sine stătătoare, care s-a mutat în 1816 pe Princes Street. Pe 1 aprilie 1817 a fost publicat primul număr al Edinburgh Monthly Magazine, care a devenit începând cu numărul 7 revista Blackwood's Edinburgh Magazine. „Maga”, așa cum a ajuns curând să fie numită această revistă, a fost organul de presă al partidului Tory scoțian și a strâns în jurul ei o serie de scriitori valoroși.
În 1829 el i-a scris fiului său, William, în India, spunându-i că s-a mutat de pe Princes Street pe George Street nr. 45, deoarece George Street „devenea tot mai mult un loc pentru afaceri și că marginea estică a Princes Street seamănă acum cu Charring Cross, adică este un loc doar pentru trăsuri”. Fratele său, Thomas, a cumpărat clădirea de la nr. 43 și în 1830 arhitectul Thomas Hamilton a renovat întreaga fațadă a celor două clădiri pentru Blackwood Brothers sau Messrs. Blackwood. Magazinul lui Thomas se ocupa cu vânzarea de mătase.
William Blackwood a murit în 1834 și a fost îngropat într-un cavou ornamentat din partea de vest a Cimitirului Old Calton. I-au succedat cei doi fii ai săi, Alexander și Robert, care au înființat o sucursală londoneză a firmei. În 1845 Alexander Blackwood a murit și la scurt timp după aceea și Robert.
Un frate mai mic, John Blackwood, a preluat conducerea afacerii; patru ani mai târziu i s-a alăturat maiorul William Blackwood, care a continuat să lucreze în firmă până la moartea sa, în 1861. În 1862 fiul cel mai mare al maiorului, William Blackwood (născut în 1836), a devenit partener în companie. La moartea lui John Blackwood, William Blackwood junior a ajuns să dețină controlul unic al afacerii. I s-au asociat nepoții săi, George William și JH Blackwood, fiii maiorului George Blackwood, care a fost ucis în Bătălia de la Maiwand din 1880.
Ultimul membru al familiei Blackwood care a condus compania a fost Douglas Blackwood. În timpul celui de-al Doilea Război Mondial Blackwood era pilot de vânătoare și ce la înălțimea de 25.000 de picioare, în timpul Bătăliei Angliei, a văzut biroul londonez al firmei de pe Paternoster Row cuprins de flăcări. Milioane de cărți au ars în incendiu, iar distrugerea oficiului londonez al companiei Blackwood a marcat începutul declinului firmei. El s-a retras în 1976 și în 1980 firma a trecut printr-un proces de fuziune.

## Cărți publicate pentru prima dată de editura Blackwood
- Edinburgh Encyclopædia (din 1808), editor David Brewster
- The Black Dwarf (1816), Walter Scott
- The Course of Time (1827), Robert Pollok
- Ten Thousand a-Year (1841), Samuel Warren
- Scenes of Clerical Life (1857), George Eliot
- The Mill on the Floss (1860), George Eliot
- Felix Holt, the Radical (1866), George Eliot
- The Fixed Period (1882), Anthony Trollope
- Scottish land-names; their origin and meaning (1894), Herbert Maxwell
- The Lost Stradivarius (1895), J. Meade Falkner
- My Brilliant Career (1901), Miles Franklin
- Youth (1902), Joseph Conrad
- William Wetmore Story and His Friends (1903), Henry James
- Where Angels Fear to Tread (1905), E. M. Forster
- Significant Etymology: Or, Roots, Stems, and Branches of the English Language (1908), James Mitchell
- Prester John (1910), John Buchan
- The Thirty-Nine Steps (1915), John Buchan
- The Power-House (1916), John Buchan
- The Courts of the Morning (1929), John Buchan

## Serie de cărți publicate de Blackwood
- Ancient Classics for the English Reader[5][6]
- Foreign Classics for the English Reader[7]
- Periods of European Literature
- Philosophical Classics for the English Reader

## Lucrări publicate inițial înBlackwood's Magazine
- Noctes Ambrosianae (1822-1835), James Hogg, John Gibson Lockhart, William Maginn, John Wilson ș.a.
- On Murder Considered as one of the Fine Arts (1827), Thomas de Quincey
- The Iron Shroud (1830), William Mudford
- The English Mail-Coach (1849), Thomas De Quincey
- The Battle of Dorking (1871), George Tomkyns Chesney
- The Fixed Period (1881), Anthony Trollope
- Youth (1898), Joseph Conrad
- Heart of Darkness (1899), Joseph Conrad
- Lord Jim (1899), Joseph Conrad
- The Highwayman (1906), Alfred Noyes
- The Power-House (1913), John Buchan